# Milan Gorkić

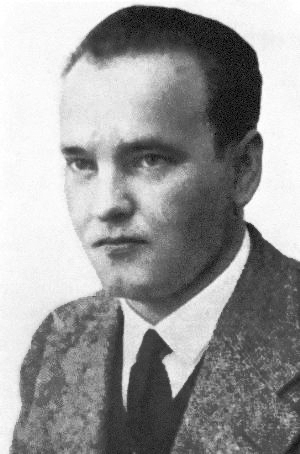
Milan Gorkić (1937 nach seiner Verhaftung)

Milan Gorkić, geboren Josef Čižinský, (* 19. Februar 1904 in Sarajevo; † 1. November 1937 in Moskau) war ein tschechisch-jugoslawischer Kommunist.

## Leben
Čižinskýs Vater Václav Čižinský war ein tschechischer Polsterer, der 1899 mit seiner Frau Antonija Mimerova, einer Näherin, nach Bosnien und Herzegowina zog, wo er für die österreich-ungarische Verwaltung arbeitete. Čižinskýs älterer Bruder Ladislav (* 1901) wurde Maschinist, während sein jüngerer Bruder Bohumil Architekt wurde und bis 1986 in der Tschechoslowakei lebte.
Čižinský wurde 1910 in Bosanski Brod eingeschult. Anschließend ging er aufs Gymnasium in Derventa, das wegen des Ersten Weltkriegs bald geschlossen wurde. Als das Gymnasium in Slavonski Brod auch schloss, lernte er privat. 1918 bestand er die Eingangsprüfung für die Handelsakademie Sarajevo. Dort schloss er sich einer Arbeiterorganisation an und las mit Genossen die Werke von Karl Marx und Friedrich Engels sowie die revolutionäre Zeitschrift Plamen von Miroslav Krleža. Am 1. Mai 1919 wurde Čižinský mit einigen Genossen verhaftet. Am 4. Dezember 1919 gründete sich in Sarajevo die Liga der Jungen Kommunisten Jugoslawiens (SKOJ) und wählte Čižinský zu ihrem Führer. Am 28. November 1920 hielt er eine Rede vor Mitgliedern der 1919 gegründeten Kommunistischen Partei Jugoslawiens (KPJ). Nach dem ersten Kongress der SKOJ teilte sich die Liga 1921 in einen Lehrlingszweig und einen Studentenzweig. Čižinský wurde Sekretär des Studentenzweigs. Am 29. Juli 1921 wurde er verhaftet und blieb 6 Monate im Gefängnis. In einem Zeitungsartikel vom 14. Oktober 1921 gebrauchte er erstmals sein Pseudonym Milan Gorkić. Er wurde von der Handelsakademie Sarajevo ausgeschlossen, und die Familie Čižinský wurde in die Tschechoslowakei ausgewiesen. In der Nacht vom 29./30. Dezember 1921 verkündete König Alexander I. das Verbot der KPJ, worauf Tausende von Kommunisten verhaftet und die Organisationen von KPJ und SKOJ zerschlagen wurden. Gorkić spielte eine wichtige Rolle bei der Reorganisation der KPJ und SKOJ im Untergrund. Darüber berichtete er auf dem KPJ-Kongress 1922 in Wien.
1924 wurde Gorkić in das Zentralkomitee der SKOJ gewählt. 1924–1927 war er der Vertreter Jugoslawiens in der Komintern in Moskau. Er wurde ins Präsidium des Exekutivkomitees der Komintern der Jugend (KIM) und ins Sekretariat der KIM gewählt. Im Auftrag der Partei reiste er viel in Österreich, Deutschland und der Tschechoslowakei. In Deutschland heiratete er die Komintern-Mitarbeiterin Betti Nikolajewna Glan. Anfang 1928 wurde er zum KIM-Sekretär gewählt. Im Sommer 1928 wurde er auf dem -Komintern-Kongress zum Mitglied der Internationalen Kontrollkommission der Komintern gewählt. 1930 wurde er ständiger Vertreter der Komintern im Parteikomitee Großbritanniens. Daneben arbeitete er in der KPJ und im Balkan-Sekretariat der Komintern mit.
Einige Male hielt Gorkić sich illegal in Jugoslawien auf. 1932 wurde er unter dem Pseudonym Sommer auf Betreiben Nikolai Iwanowitsch Bucharins zum Sekretär des Zentralkomitees der KPJ gewählt. Jedoch wurde ihm die Reise nach Jugoslawien aus Sicherheitsgründen verboten. Er arbeitete nun in den Kominternzellen in Wien und Paris und leitete die KPJ aus dem Exil. Im November 1932 kritisierte er die Führer der dalmatinischen Kommunisten, dass sie sich nicht am Velebiter Aufstand der Ustascha beteiligt hatten. In diesen Jahren verbrachte er nur 3 Monate in Moskau. 1935 war er Delegierter auf dem VII. Komintern-Kongress und wurde ins Exekutivkomitee gewählt. Die kroatischen Kommunisten wurden aufgefordert, in die Kroatische Bauernpartei einzutreten und in ihr die Führung zu übernehmen. Im Rahmen der Nationalitätenpolitik Gorkićs gründete die KPJ 1937 die Kommunistischen Parteien Kroatiens und Sloweniens. 
1937 in Paris erhielt Gorkić den Befehl, sofort zur Berichterstattung nach Moskau zu kommen. Auf dem Wege in Deutschland traf er zum letzten Mal seine Frau Betti Glan. In Moskau wurde er am 14. August 1937 verhaftet. Das Militärkollegium des Obersten Gerichts der UdSSR verurteilte ihn wegen Trotzkismus, terroristischer Aktivitäten und Spionage zur Höchststrafe. Am 1. November 1937 wurde er erschossen. Seine Asche wurde auf dem Donskoi-Friedhof beigesetzt. 1956 wurde er rehabilitiert.